# ナミュール包囲戦 (1692年)
ナミュール包囲戦（ナミュールほういせん、英語: Siege of Namur）は大同盟戦争中の1692年5月25日から6月30日にかけて行われた、スペイン領ネーデルラントのナミュールの包囲。フランスが1691年から1692年にかけての冬に定めた戦争計画の一環であり、アウクスブルク同盟の軍勢を撃破することで戦争を早期終結しようとした。マース川とサンブル川の合流点であったナミュールは重要な要塞であり、その占領は政治的でも軍事的でも大きなプラスとなる。ヴォーバン率いるフランス軍は6月5日にナミュールの町を降伏させたが、メンノ・フォン・クーホルンの守る城塞は6月30日まで耐えた。イングランド王ウィリアム3世がナミュールを奪回しようとしたため、フランス王ルイ14世はリュクサンブール公爵に迎撃を命じ、8月3日のステーンケルケの戦いでアウクスブルク同盟軍と激突した。

## 背景

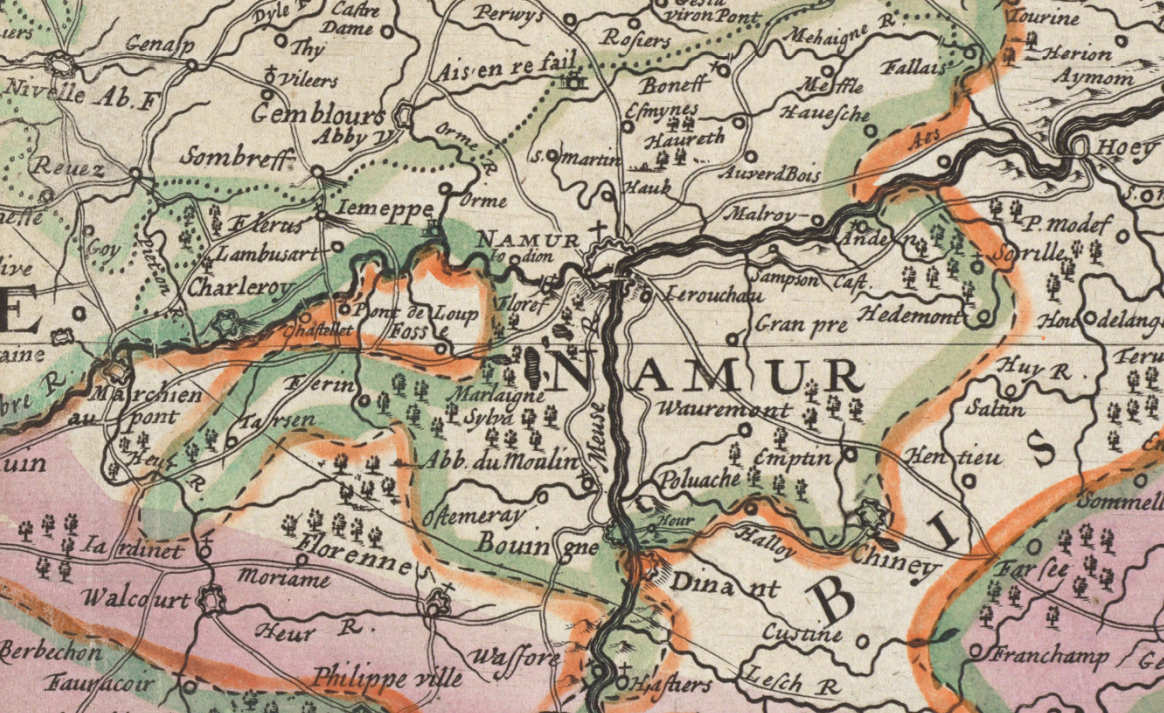
当時の地図の拡大。ピンク色となっている箇所はフランスに占領されており、ナミュールの近くまで進んでいることがわかる。

1691年時点ではフランス軍がフランドル、モーゼル川、ライン川、ピエモンテ、ルシヨンという5つの戦場に対応すべく5つの軍を組織した。さらに、1692年の戦役におけるフランス軍の目的を果たすためにフランドルでもう1つの軍が組織され、サンブル川とマース川の合流点にあるナミュール要塞を占領しようとした。ナミュールの占領がフランスによるナミュール周辺の支配だけでなく、オランダに講和を迫ることができる可能性もあった。たとえすぐに講和できなかったとしても、ナミュール占領は以降の交渉において重要なプラスとなる。
ウィリアム3世がナミュールを救援するためにやってくることを防ぐべく、ルイ14世は同時にジェームズ2世の復位を画策、イングランド上陸を企図した。上陸軍はリムリック条約によりアイルランドにおけるウィリアマイト戦争が終結したことで別の戦役に投入できるカトリック・アイルランド軍1万2千と、ほぼ同数のフランス軍だった。しかし、侵攻するにはまずイギリス海峡の制海権を奪う必要があった。

## 包囲
5月10日、ルイ14世は劇作家のジャン・ラシーヌなど宮廷の人々に同伴されて、ヴェルサイユ宮殿を発ってフランドルに向かった。25日から26日にかけての夜、フランス騎兵がナミュールを包囲した。翌日に本軍が到着するが、その軍勢は前年のモンス包囲戦のそれよりも大規模だった。包囲軍は6万人と大砲151門を有し、ウィリアム3世のナミュール来援を防ぐためのリュクサンブール公爵率いる監視軍も6万人だった。一方、バルバンソン公爵率いるナミュール駐留軍は約6千人だった。

### 町の陥落

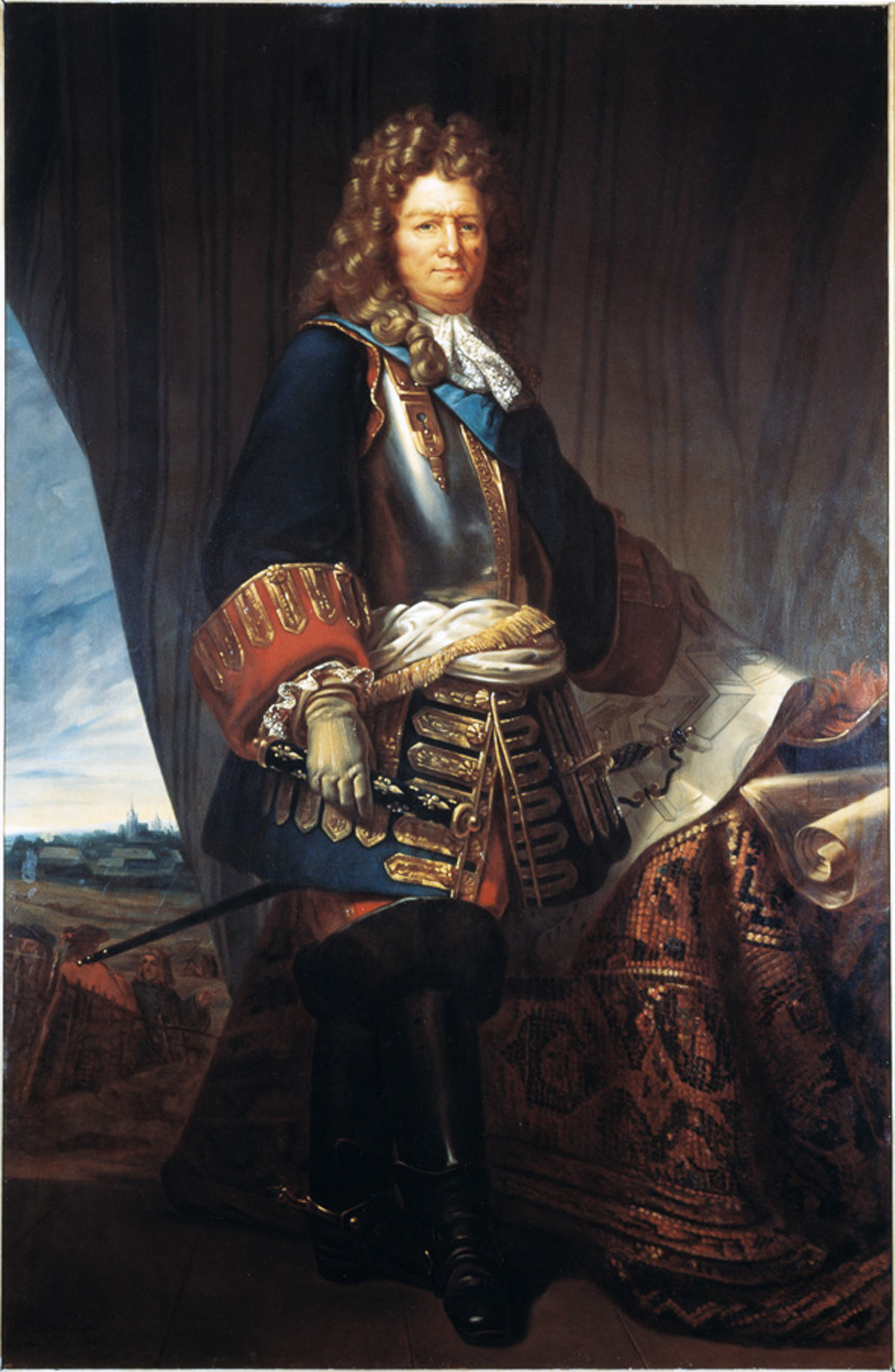
セバスティアン・ル・プレストル・ド・ヴォーバン

1692年のナミュール包囲戦はルイ14世の長い治世においても注目に値する戦闘だった。まず、戦闘に包囲を指揮したセバスティアン・ル・プレストル・ド・ヴォーバンと守備を指揮したオランダ出身のメンノ・フォン・クーホルンという有名な技術将校2人が参戦した。次に、ナミュールの位置と近くの地形により包囲は困難を極めた。ナミュールの町はサンブル川北岸の低い平地にあり、周りを高地で囲まれていた。しかし、ナミュールの要塞がサンブル川南岸、マース川との合流点にある高地にあったため、フランドル地方における最強の要塞の1つとなった。
ヴォーバンは前年に秘密裏にナミュールを偵察、その防御工事の設計図を作り上げた。これら設計図に従い、フランス軍はナミュールを包囲する塹壕を掘り、いくつかの大型砲台を築いた。5月29日から30日にかけての夜には3列の塹壕が掘られ始めた。一方、ウィリアム3世は南西に進み、ナミュールに接近した。リュクサンブールは監視軍をジャンブルーから東へ進ませ、ナミュールの北にあるロンシャンまで進んだ。ウィリアム3世はメハイン川で会戦に持ち込もうとしたが、大雨で増水してしまったため渡河できなかった。
ナミュール駐留軍の大半はスペイン軍だったが衰弱しており、その状態は悪かった。駐留軍は町を見下ろす砲台へ増援を送るためにソーティを派遣したが、効果は少なかった。ナミュールの町は大した抵抗もせずに6月5日に降伏したが、7日の朝までの停戦が合意された。この停戦の間、ナミュール駐留軍は要塞に入り、フランス軍はナミュールの町に入った。また包囲戦の間に同盟軍が高地からナミュールの町に砲撃せず、フランス軍も町から要塞を攻撃しないことで合意された。包囲戦に参加したジャン・マルタン・ド・ラ・コロニー（Jean Martin de la Colonie）は回想録で「これらの条項が合意されたのは、要塞の本当の状態に無知だからだった。というのも、要塞を落とせるのは町の方向からだけであり、それ以外の方向では難攻不落だった」と記述した。

### 城塞の陥落

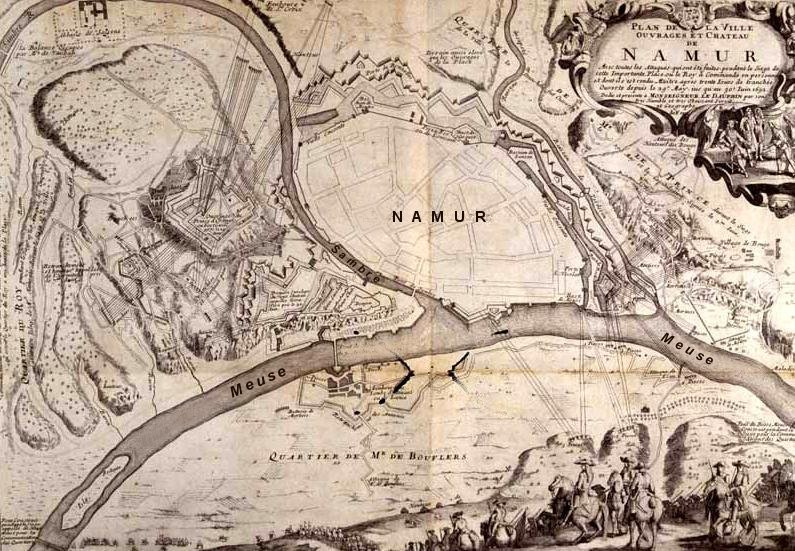
包囲戦の地図

サンブル川がナミュールの町と城塞を分けていた。城塞はサンブル川の側が最も脆弱であったが、先の停戦協定によりこの方向から攻撃することができなかった。マース川を見下ろす側は岩壁の上にあり、この方向から攻撃することは不可能だった。そのため、唯一攻撃を仕掛けることができるのはウィレム砦（砦の名前はそれを築いたオラニエ公ウィレム1世に由来）がある西側だった。
フランス軍はまず、ウィレム砦への接近を阻んだラ・カショート（La Cachotte）というリダウトを占領しなければならなかった。塹壕掘りは6月8日に開始、12日には7個大隊とマスケット銃隊による強襲が行われた。ラ・カショートは陥落、ヴォーバンはクーホルン自ら守備するウィレム砦の奪取を開始した。ウィレム砦はちょうど山頂のところにあり、敵軍がもうすぐ城塞に着くところまでそれを妨害することができ、また城壁を砲撃から遮蔽した。フランス軍の工作隊は2方向から接近したが、直近の大雨により進軍は困難を極めた。クーホルンは砦を最後まで守り抜く決心の証として自分の墓を掘るよう命じた。彼はこの包囲戦で戦死せず、墓は必要なかったが、近侍を殺した1枚の砲弾により頭を負傷した。ウィレム砦への最後の強襲は6月22日に行われた。クーホルンの決意にもかかわらず、彼を含むウィレム砦の守備軍200人は降伏した。ヴォーバンは翌日にクーホルンと面会、彼が少なくとも「もっとも偉大な王様に攻撃されるという栄誉」があったと述べた。これに対し、クーホルンは本当の慰めになったことは強襲の最中にヴォーバンに包囲用の砲台を7回も動かさせたことだったと返答した。
大雨により、道路はほぼ通れない状態にあり、フランス軍の砲台への弾薬の輸送が滞った。サン＝シモン公爵によると、「大砲1門を別の砲台に移動するだけで3日間かかったときもあった。台車は使えず、砲弾などはロバと馬で輸送された[...]それらがなければ何もできなかった」という。しかし、ナミュール周辺は多くが林地であり、かいばが少なかったためフランス軍はロバと馬などの動物には葉っぱと枝を与えるしかなく、その多くを失う結果となった。
このように包囲が困難を極め、弾薬も不足したため、ヴォーバンはルイ14世に条約を破ることを求め、ナミュールの町の側から城塞を攻撃しようとした。ヴォーバンの意見は、どちらも不名誉ではあったが、条約を破って攻撃することは包囲を解くことよりは良い、というものだった。しかし、ウィレム砦が陥落した後はほかの防御工事も長くもたなかった。最終的な降伏は6月30日になされ、残りの駐留軍は7月1日に退去した。包囲戦に従軍したサン＝シモン公によると、「ずっと続いた雨により全てが沼地と化したため、力も食料も尽きかけていた」包囲軍にとっては待つに待った報せだった。

## その後
ルイ14世以下宮廷の人々は7月2日にナミュールを離れ、2週間後にヴェルサイユ宮殿に着いた。ルイ14世は勝利の祝いとしてテ・デウムを命じた。歴史家のジョン・バプティスト・ウルフによると、ルイ14世は「神にのみ帰属した偉大な勝利の栄光」と記述、工兵たちの努力を無視した可能性があったという。しかし、ナミュールでは勝利した者の、イングランドへの攻撃は失敗に終わった。6月初のバルフルール岬とラ・オーグの海戦での敗北はフランス海軍にイギリス海峡の制海権を握る望みを失わせ、上陸の線がなくなった。イングランド侵攻のために用意されたアイルランド兵はラインラントに転配となり、フランス兵はフランドルにいる軍勢と合流したか沿岸警備に配備された。
リュクサンブール公爵はナミュールの守備が整った後、7月8日にナミュールを離れてウィリアム3世を追い、ニヴェルに向かった。ヴェルサイユでは同盟軍の編成が終わり次第、ウィリアム3世はすぐにナミュールの再占領を行うとの報せが入り、ルイ14世はリュクサンブール公爵に手紙を書いて、彼に「速く進軍して[...]彼（ウィリアム3世）が[ナミュールで]塹壕を掘る前に彼と戦う」よう命じた。8月1日、ウィリアム3世はハレに移動したが、彼もルイ14世と同じく会戦を求めたため、3日にステーンケルケ村の近くでリュクサンブールに奇襲を仕掛けた。戦闘に明らかな勝者はおらず、両軍とも勝利を主張できたが、ウィリアム3世が戦場をフランス軍に明け渡したため、同盟軍によるナミュール侵攻の望みは潰えた。その後は両軍とも大きな動きがないまま冬営に入った。